# Mairé-Levescault
Mairé-Levescault – miejscowość i gmina we Francji, w regionie Nowa Akwitania, w departamencie Deux-Sèvres.
Według danych na rok 1990 gminę zamieszkiwało 527 osób, a gęstość zaludnienia wynosiła 30 osób/km² (wśród 1467 gmin regionu Poitou-Charentes Mairé-Levescault plasuje się na 537. miejscu pod względem liczby ludności, natomiast pod względem powierzchni na miejscu 481.).